# Laetia procera
Laetia procera är en videväxtart som först beskrevs av Eduard Friedrich Poeppig och Endl., och fick sitt nu gällande namn av August Wilhelm Eichler. Laetia procera ingår i släktet Laetia och familjen videväxter. Inga underarter finns listade i Catalogue of Life.